# دهستان مشکین‌آباد
دهستان مشکین‌آباد یکی از دهستان‌های شهرستان فردیس در استان البرز ایران است که در بخش مشکین‌دشت قرار دارد.

## جمعیت
براساس سرشماری مرکز آمار ایران در سال ۱۳۹۵، جمعیت دهستان مشکین‌آباد ۱۶۲۸۸ نفر (در ۵۱۷۱ خانوار) بوده‌است.